# Rue Saint-Charles (Paris)
Ne doit pas être confondu avec Rue Saint-Charles (Longueuil).
Pour les articles homonymes, voir Saint-Charles.
La rue Saint-Charles est une rue du 15e arrondissement de Paris.

## Situation et accès
La rue Saint-Charles débute au 32, boulevard de Grenelle, coupe la place Saint-Charles, la place Charles-Michels, croise la rue de la Convention, coupe le rond-point Saint-Charles, et croise la rue Balard pour se terminer au niveau du 77, rue Leblanc.

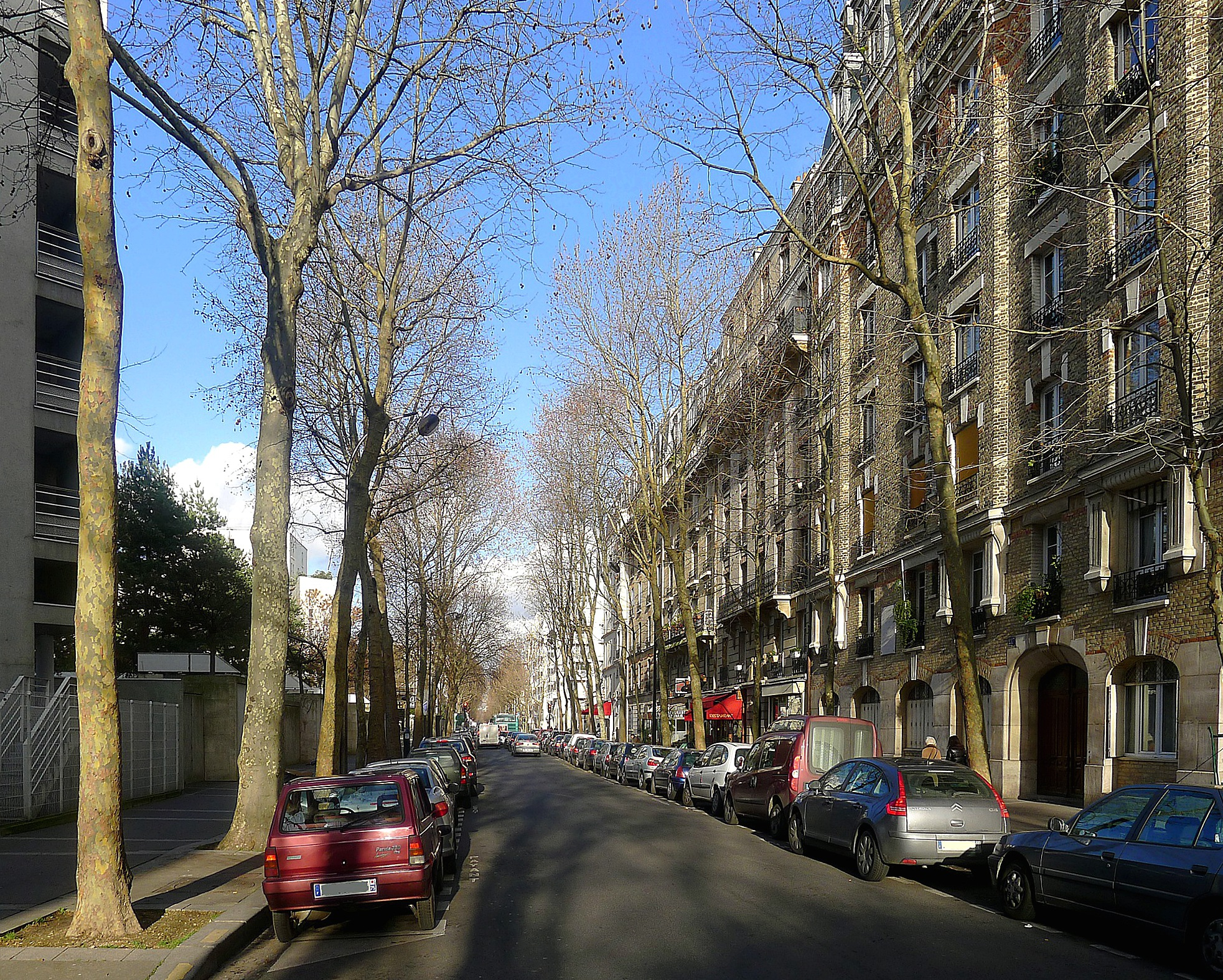
Rue Saint-Charles au niveau de la rue Leblanc (extrémité sud).
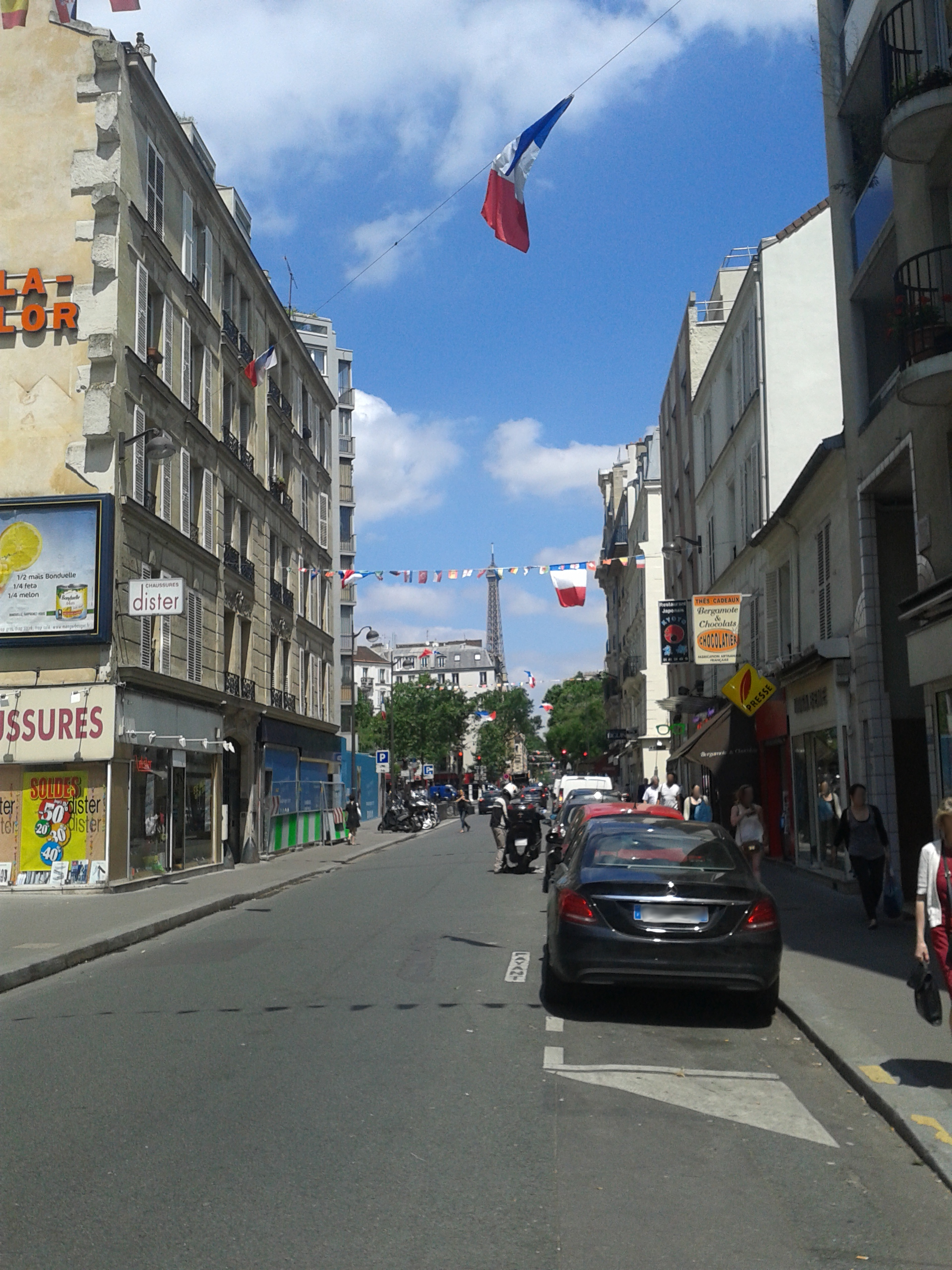
Rue Saint-Charles au niveau de la rue de l'Église.
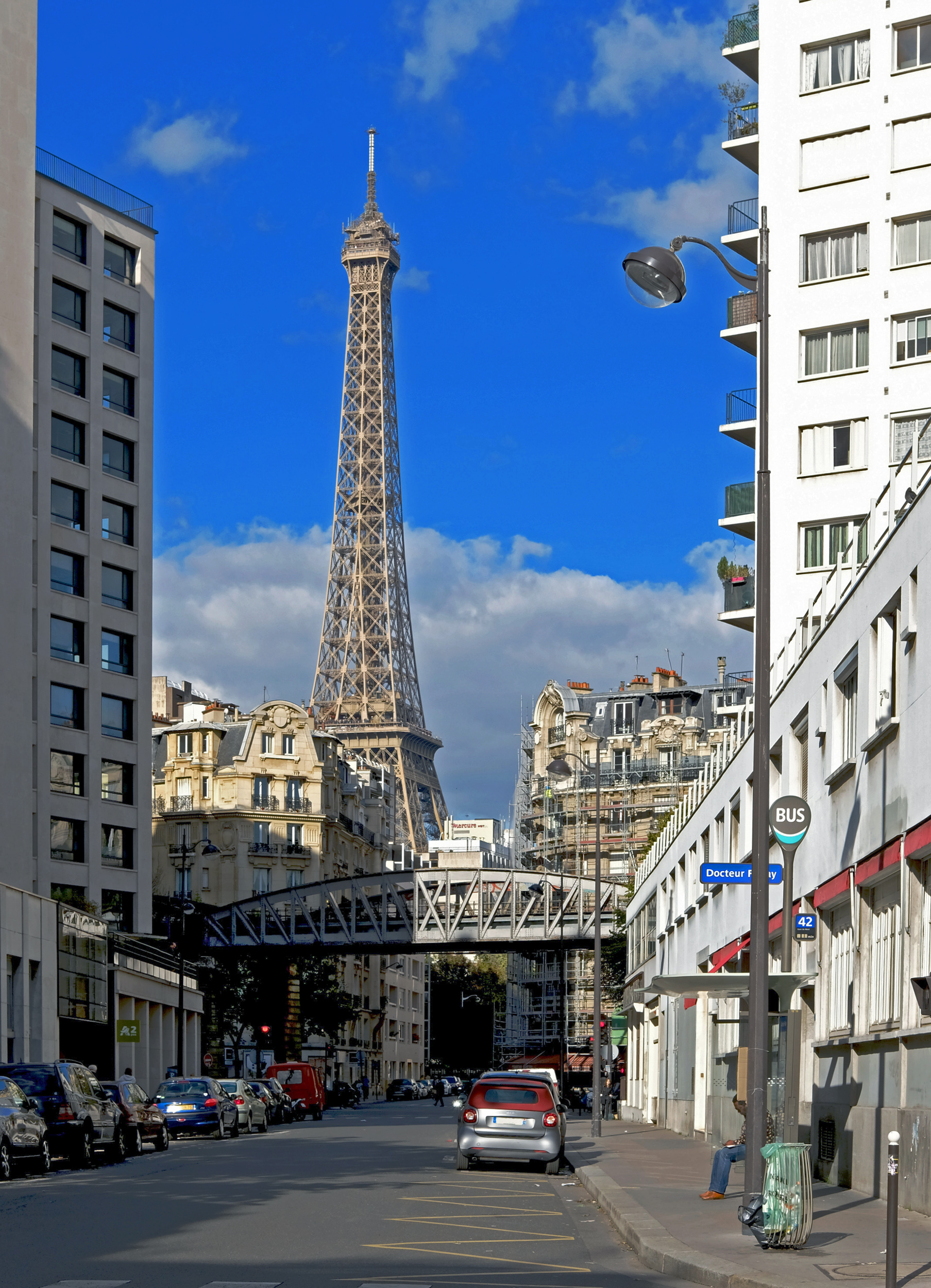
Rue Saint-Charles à son extrémité nord.

Entre la place Charles-Michels et le rond-point Saint-Charles, c'est une rue commerçante : le village Saint-Charles,
qui accueille des marchés les mardis et vendredis matin.
La rue Saint-Charles est accessible par la ligne de métro 10 à la station Charles-Michels et la ligne de métro 8, avec la ligne 3a du tramway d'Île-de-France, à la station Balard.

## Origine du nom
La rue a été baptisée à l'époque de la fondation du nouveau village de Grenelle, en l'honneur du saint patron de Charles X, qui régnait alors.[pas clair]

## Historique
Cette voie résulte de la réunion de l'ancienne « rue Saint-Louis », qui s'étendait du boulevard de Grenelle à la rue de Javel, et de l'« avenue Saint-Charles », qui s'étendait de la rue de Javel à la rue Leblanc.

## Bâtiments remarquables et lieux de mémoire
- Nos 5 bis-11 : la Caisse des allocations familiales de Paris avec une structure métallique remarquable, construite dans les années 1950 par Raymond Lopez[3].
- No 62 : lycée professionnel Beaugrenelle.
- No 124 : construction datant de 1930 par Guittard et Rama, aujourd'hui brocante, inscrite aux monuments historiques depuis 1993[4].
- No 129 : plaque en l'honneur de François Cachot, arrêté par la Gestapo le 9 octobre 1941, et plaque en l'honneur de Robert Pavard[5], fusillé par les Allemands le 22 août 1942.

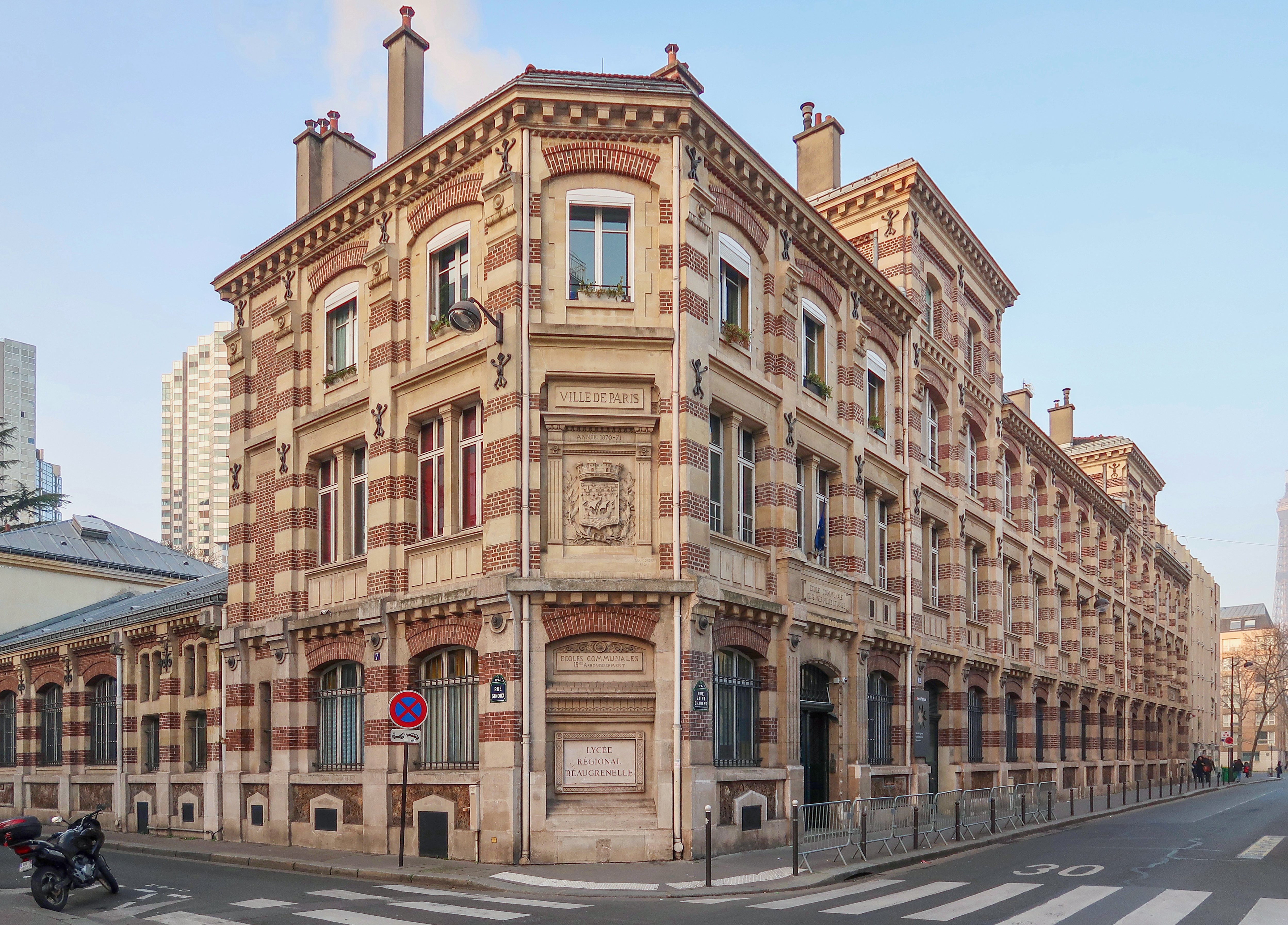
Lycée au no 62.
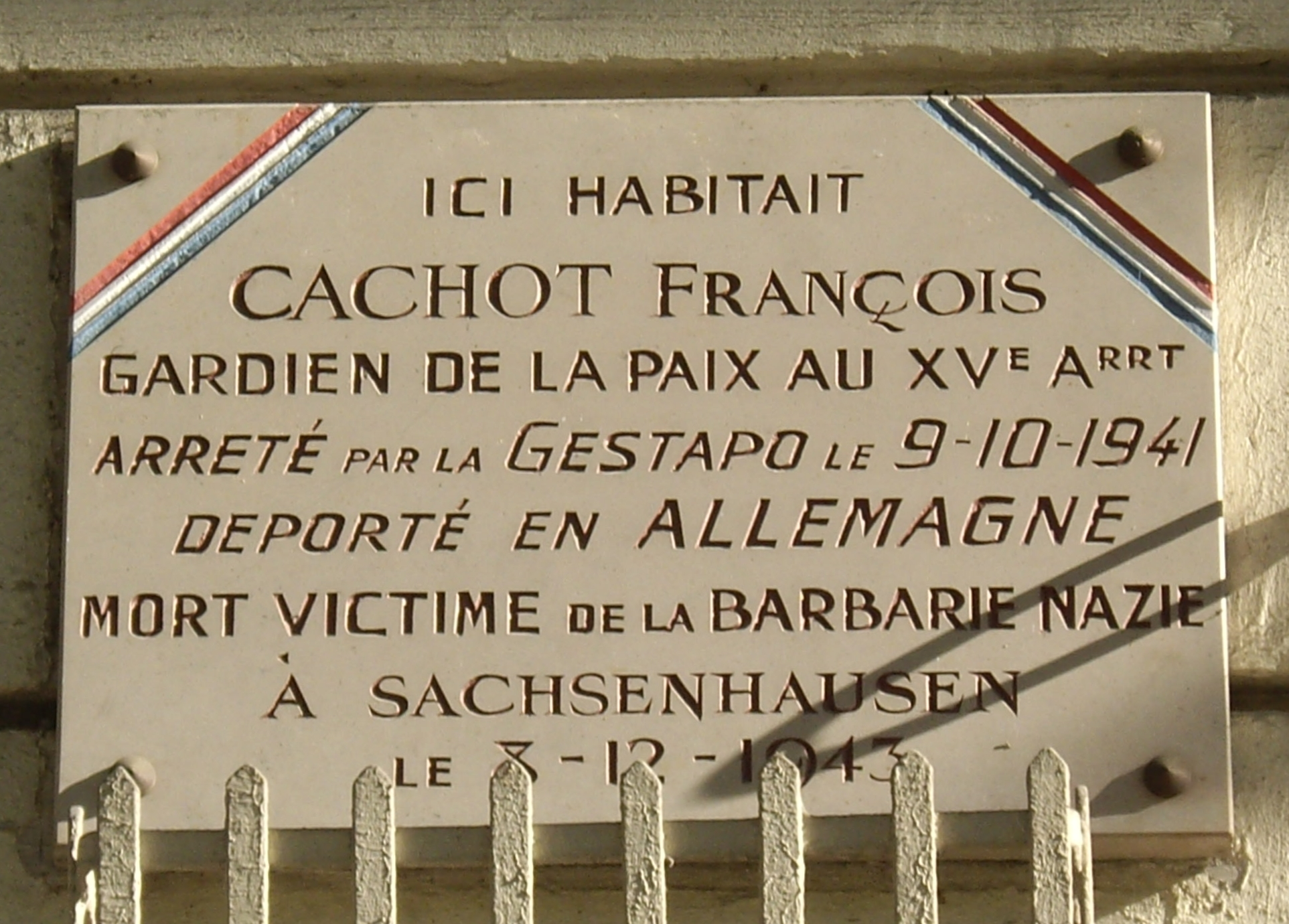
Plaque au no 129.
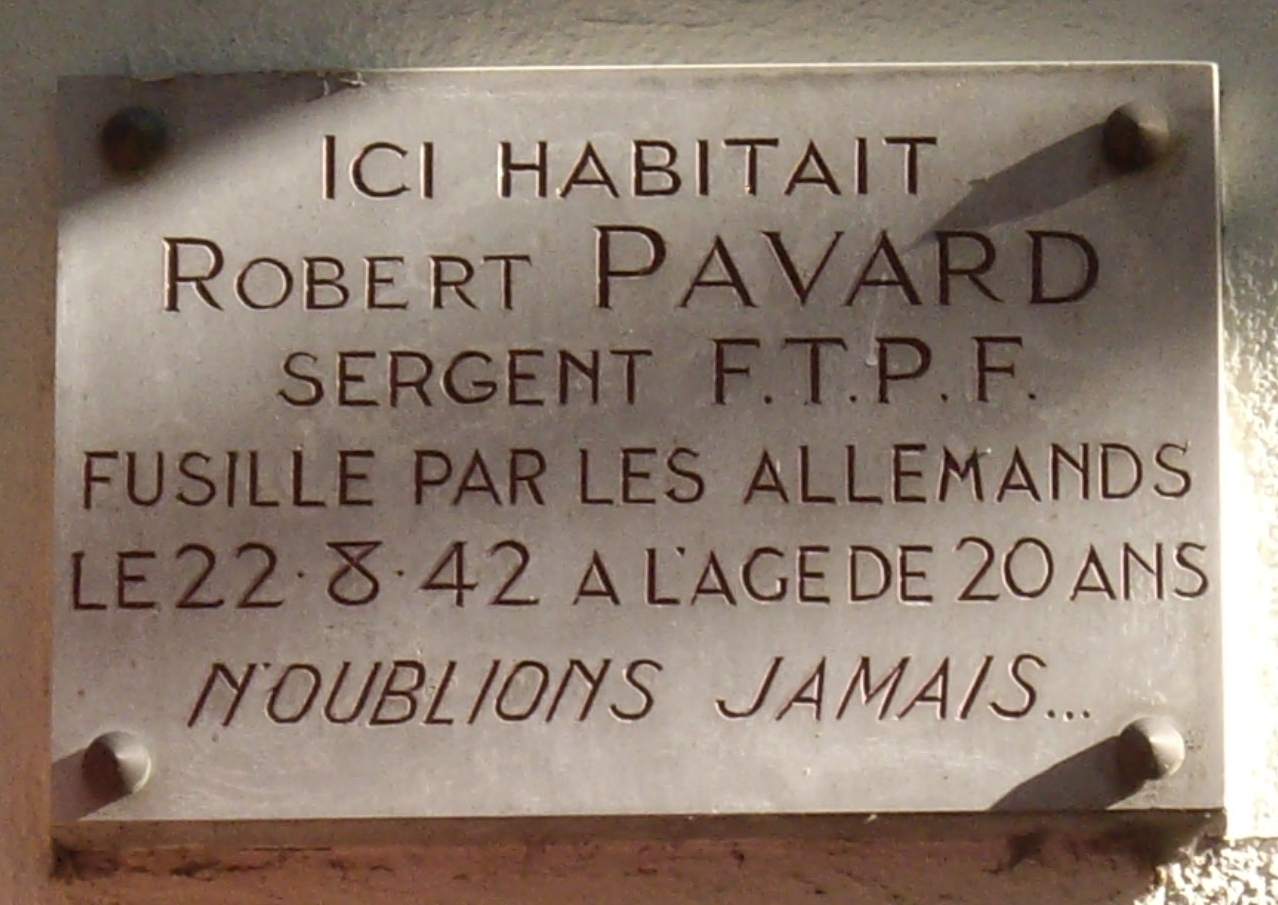
Plaque au no 167.
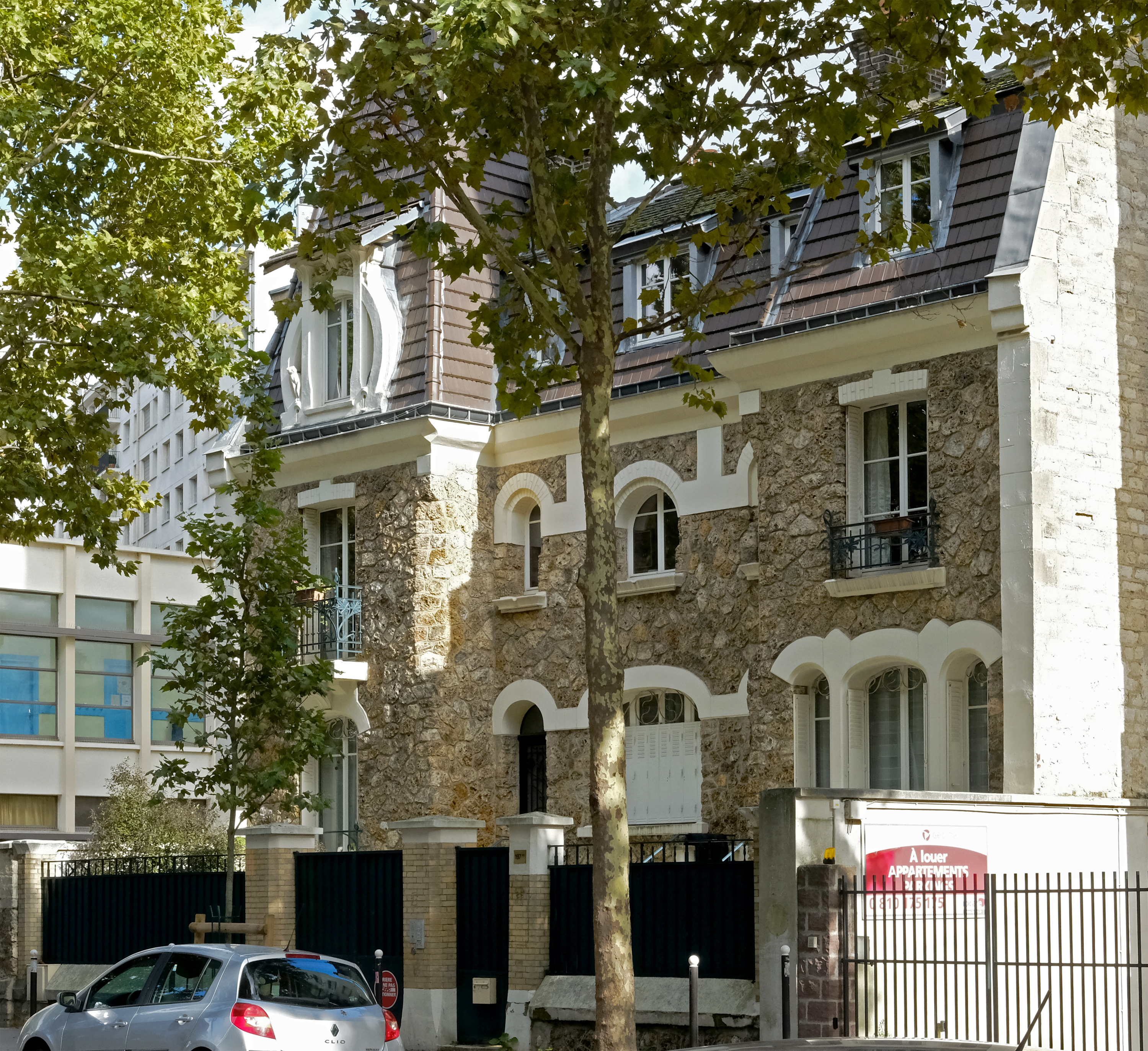
No 197 ter.

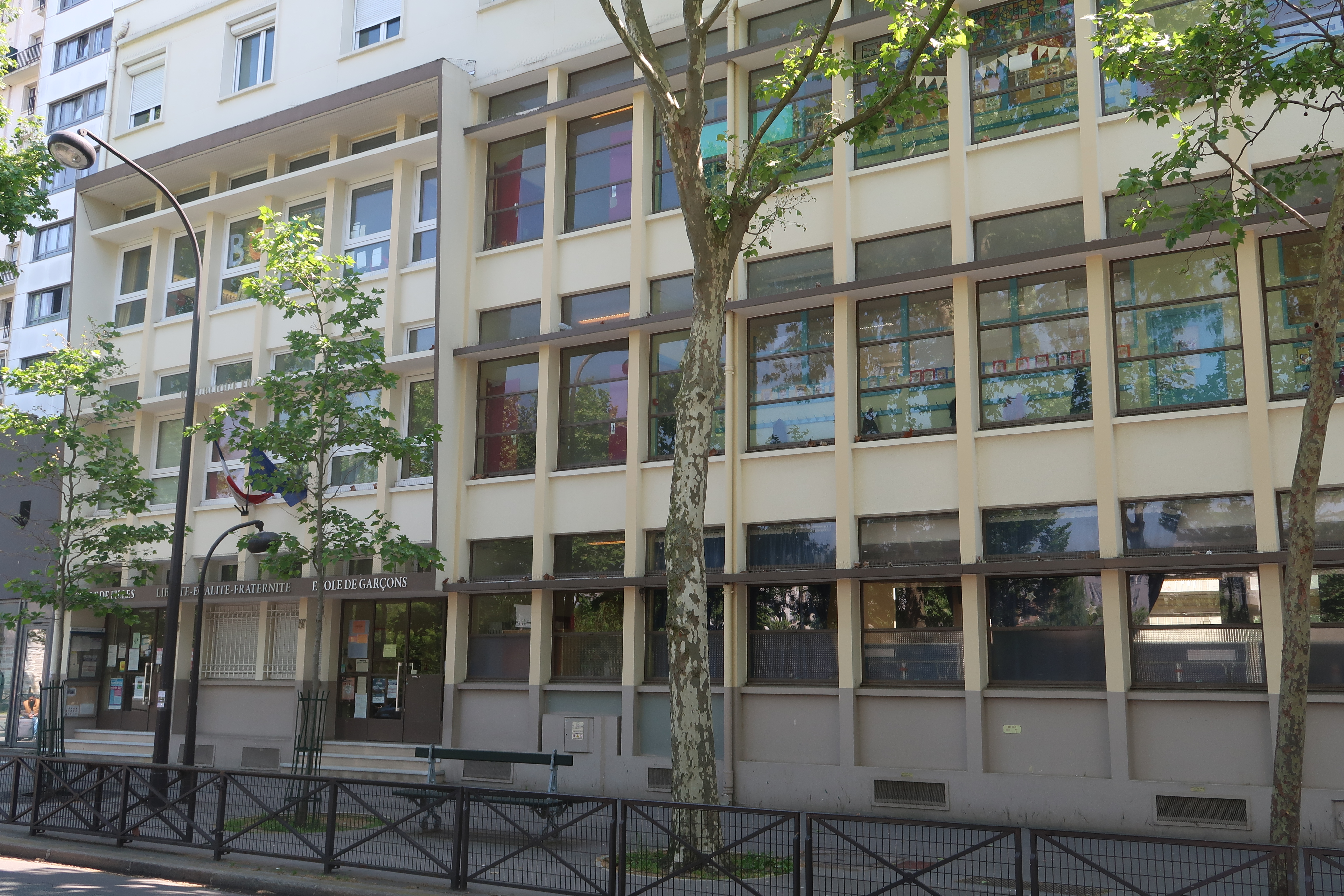
École aux nos 195-197.

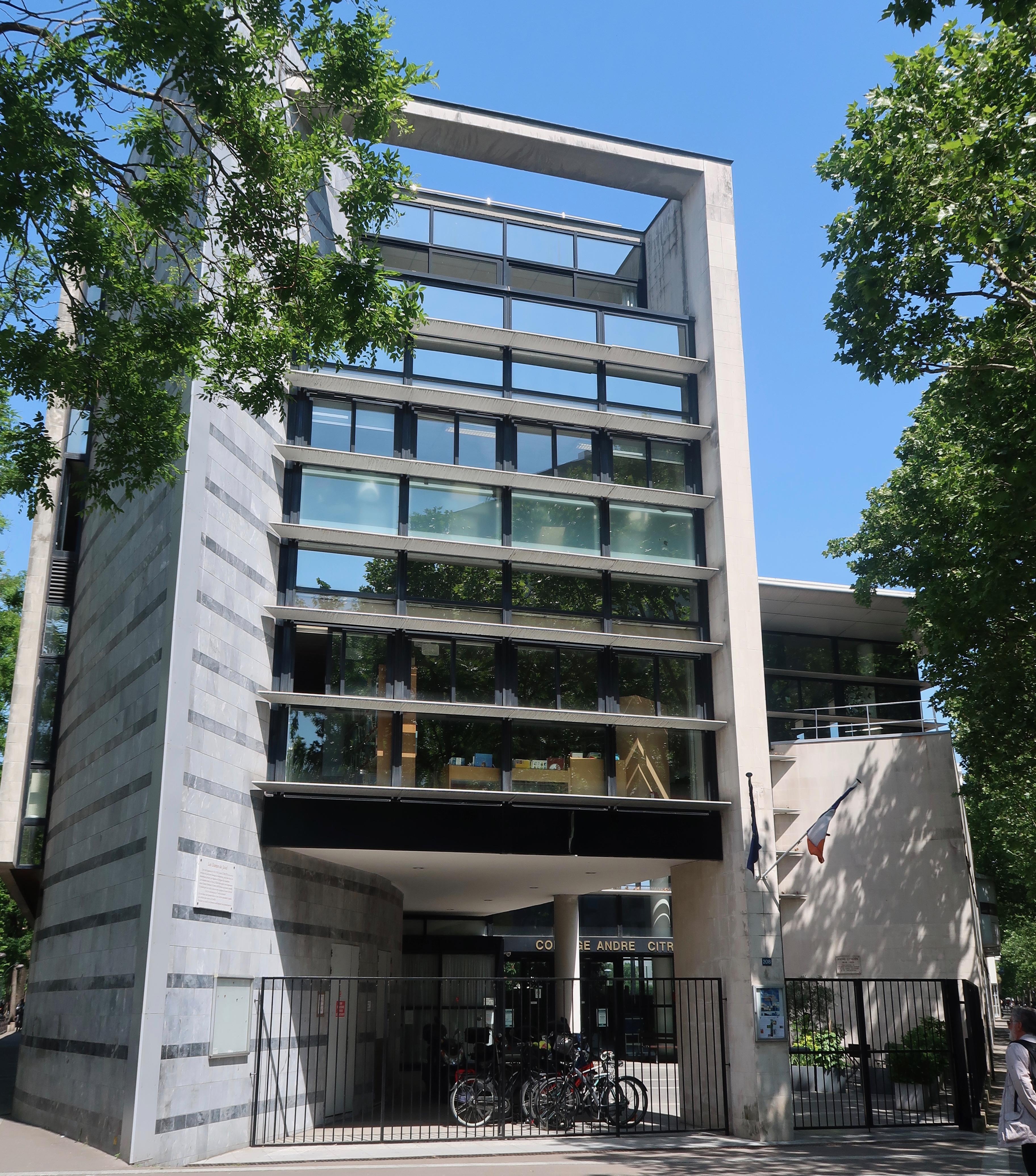
Collège André-Citroën au no 208.

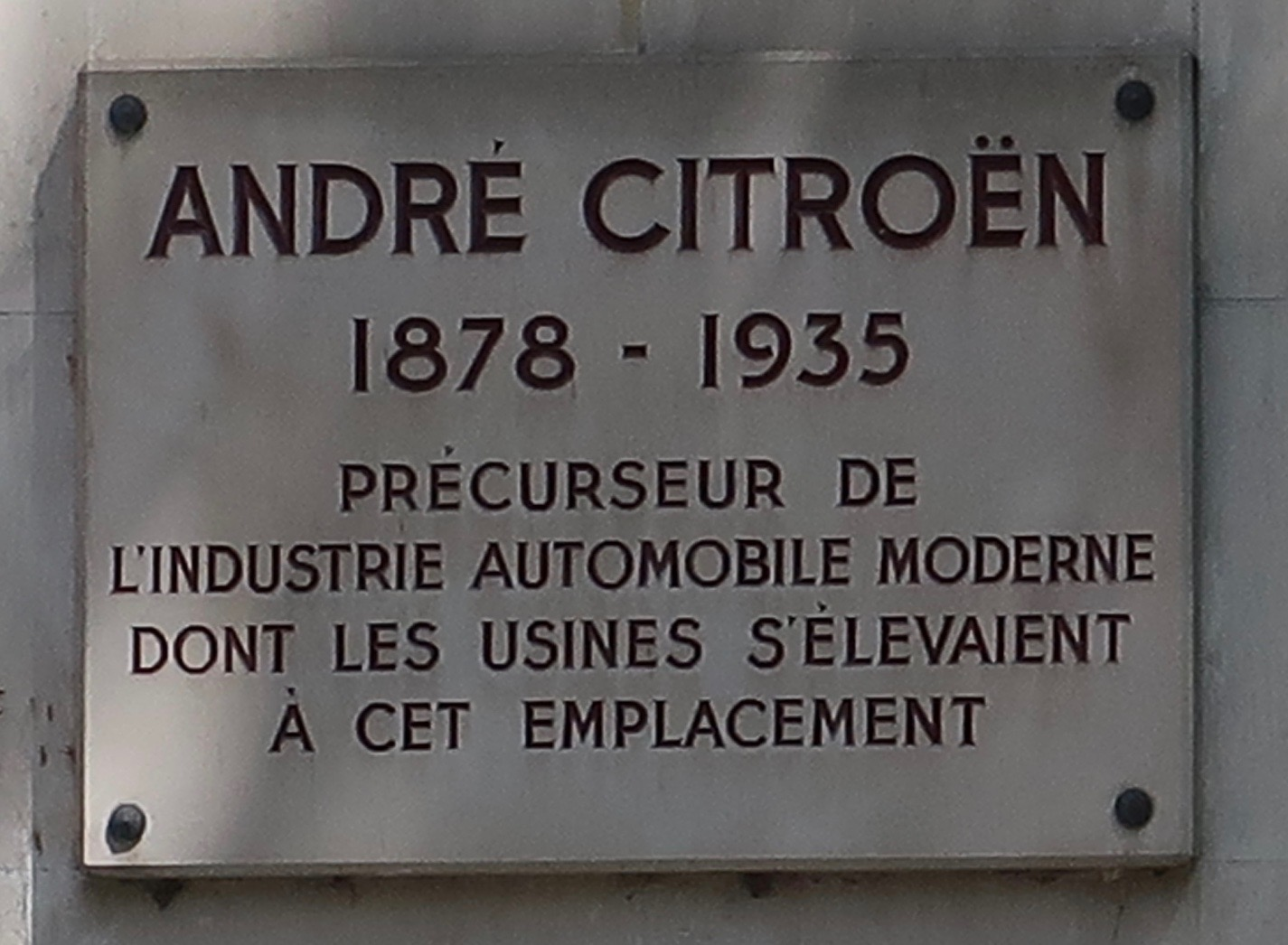
Plaque sur le collège, rappelant que des usines Citroën se trouvaient à cet emplacement.

- No 160 : ici se trouve depuis les années 2000 une plaque commémorative fantaisiste : « Jérôme BOZEL / Plombier / A VECU DANS CET IMMEUBLE / DE 1972 A 1979 ».
- No 174 : cimetière de Grenelle.
- No 186 : club de jeunes et Gymnase Cévennes, (architectes Jean-Louis Detrare et Gilles Ronin, 1990) ainsi que la bibliothèque municipale (architecte Franck Hammoutène, 1990)[6].
- No 195-197 : école élémentaire.
- No 197 ter : deux pavillons jumeaux Belle Époque construits par Maurice Porche pour M. Dehont, en 1901 (la demande de permis date du 12 juin). Les deux maisonnettes sont dans un état dégradé. Le toit d'origine avec son faitage en grès, œuvre d'Alexandre Bigot, a été raccourci et reconstruit dans un matériau moderne, la fenêtre du premier étage de la travée centrale a été simplifiée, les marquises ont été enlevées ; les quelques éléments de ferronnerie encore existants sont des créations vraiment originales, dues à Wrigny, et les petits éléments sculptés, au-dessous ou entre les fenêtres, ont été détruits. Reste la belle fenêtre ronde qui y était percée. Les chats, dont l'un est cassé, sont des sculptures de P. Demange. Maurice Porche fut également l'auteur d'un immeuble décoré de céramiques, à la frontière entre Paris et Vincennes.
- No 208-210 : collège André-Citroën ; architectes Olivier Brennac et Xavier Gonzales, 1989, pierre claire, marbre noir et brise-soleil horizontaux en métal.
- No 230 : ateliers d'artistes et logements sociaux, architecte Michel Kagan, 1992[7].

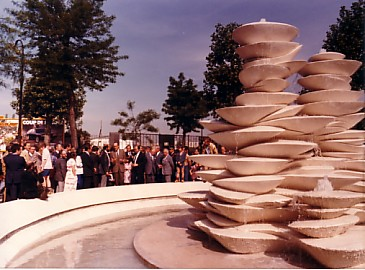
La fontaine des Polypores (Jean-Yves Lechevallier).

- No 233 : En 1942, Gilbert (Samuel) Weissberg responsable technique du 2e détachement FTP MOI y avait son laboratoire[8].
- No 237 : fontaine des Polypores[9], œuvre de l'artiste Jean-Yves Lechevallier.
- Sur le rond-point Saint-Charles s'élève l'immeuble de logements construit en 1935 par les architectes Delacroix père et fils, élèves d'Henri Sauvage[10].

## Structures disparues
- Au no 83 (numérotation de 1878), rue Saint-Charles, Paris-Grenelle, à cinq minutes de l'Exposition universelle de 1878, se trouvaient, à la même date, les ateliers, magasins et bureaux de la Maison Blanchard, dite aussi Maison Blanchard-Deguitard, fabrique de « ballon-réclames pour magasins de nouveautés, pour tous les pays du monde, inscriptions en toutes langues » et de « sujets de toutes sortes en baudruche ». L'entreprise, d'ailleurs présente dans la « classe 42 » de l'Exposition, vantait en outre le « caoutchouc dilaté », les « plumets, alphabets, carricatures [sic], ballons peints, bibis, hochets, musettes, ballons à gaz, préservatifs et surprises » ainsi que les « gazomètres pour gonfler les ballons », tous ces articles « garantis de sa fabrication » et défiant, selon la Maison Blanchard, toute concurrence[11].
- Au no 92, la salle de culture physique du Vaugirard-Grenelle Sportif[12].
- Entre le no 208 de la rue Saint-Charles[13],[14] et la rue Balard se trouvait la cité des Mousquetaires qui abritait les chiffonniers de Paris (la cité a disparu avec le percement des rues).